# Fotoromanzo

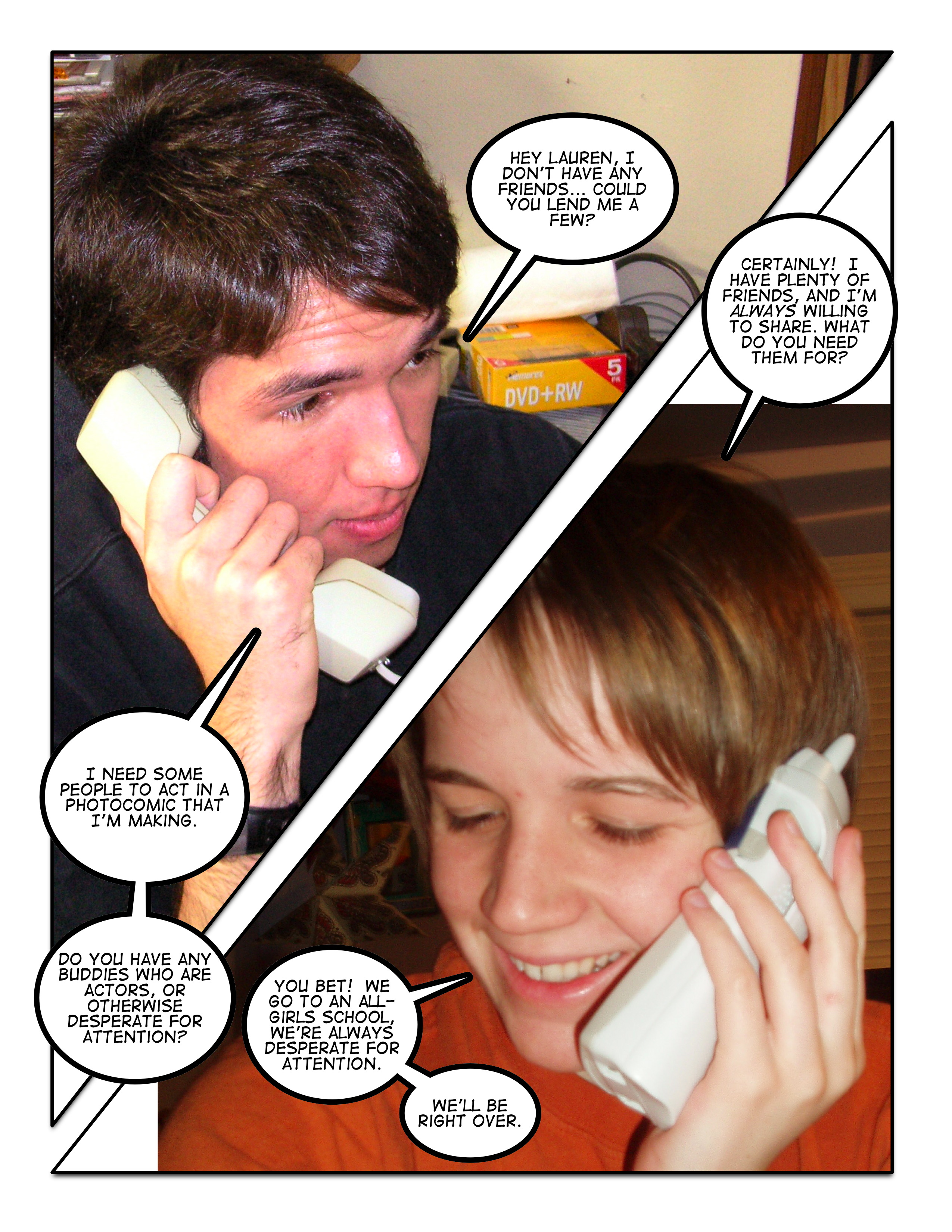
Un tipico fotoromanzo

Il fotoromanzo è un tipo di racconto per immagini in cui i personaggi sono rappresentati da persone reali. Il racconto è costituito da fotografie scattate su un set simile a quello cinematografico, commentate da didascalie e battute di dialogo. Nel secondo dopoguerra rappresentò un'evoluzione del romanzo a fumetti.

## Storia

### Le origini
Nel 1946 era stato fondato un rotocalco, Grand Hotel, che proponeva cineracconti o cineromanzi, ovvero storie melodrammatiche/romantiche realizzate a fumetti e così chiamate perché si ispiravano a film italiani e statunitensi, tanto che in copertina comparivano attori e attrici; la rivista riscosse grande successo nell'Italia del secondo dopoguerra e questo portò alla nascita di riviste simili come Bolero Film e Il mio sogno; in particolare, su queste due testate, furono pubblicati quelli che poi diverranno noti come fotoromanzi, ovvero dei cineromanzi nei quali i disegni erano sostituiti dalle fotografie che riproducevano le diverse scene funzionali al racconto della trama. Dall'Italia poi il genere si diffuse in Francia, in Spagna, in Portogallo, in Grecia, in Belgio, nei Paesi ispanoamericani e in Brasile.
I fotoromanzi vennero quindi ideati in Italia probabilmente da Luciano Pedrocchi, direttore del rotocalco Bolero Film della Mondadori, insieme a Cesare Zavattini e Damiano Damiani; un'altra tesi afferma che invece l'idea del fotoromanzo nacque sulla rivista Sogno della Rizzoli che era esordita anch'essa a maggio 1947 ma comunque non esiste certezza su chi ebbe per primo l'idea; quello che è certo è che il termine fotoromanzo  invece venne proposto per la prima volta su Bolero Film. Questa nuova tipologia di narrazione diverrà un punto di riferimento anche per le altre riviste e, anni dopo, anche Grand Hotel abbandonerà la narrazione a disegni per sostituirla con i fotoromanzi. Nel 1958 Bolero Film arrivò a vendere 2 milioni di copie.
La prima storia pubblicata su Bolero Film uscì con il n° 1 del 25 maggio 1947. Zavattini, che fondò la rivista insieme con Luciano Pedrocchi, sceneggiò personalmente le prime storie.
Damiano Damiani è parimenti considerato il padre del genere in quanto diresse i set in cui vennero realizzati i fotoromanzi della rivista «Il mio sogno». Sul periodico uscì, l'8 maggio 1947 il primo vero e proprio fotoromanzo, scritto e ideato da Stefano Reda (pseudonimo di Fulvio Gicca Palli). La testata aveva come sottotitolo "Settimanale di romanzi d'amore a fotogrammi" (non appariva ancora la parola fotoromanzo) ed era edita dalla Editrice Novissima di Roma, di proprietà di Giorgio Camis De Fonseca, socio della Rizzoli. «Il mio sogno» si componeva di dodici pagine in bianco e nero. Ogni numero conteneva due puntate di fotoromanzi intervallati da racconti e rubriche ed era venduto al prezzo di 20 lire. Gli autori dei soggetti erano: Stefano Reda, giovane giornalista appassionato di letteratura, e Luciana Peverelli, scrittrice affermata di romanzi rosa. Nel fondo del cuore di Stefano Reda (con Roberto Mauri e con Giana Loris, pseudonimo di Gina Lollobrigida) e Menzogne d'amore di Luciana Peverelli (con protagonisti Glauco Selva e Resi Farrel) furono i primi due fotoromanzi pubblicati.
Nel 1946 era comparsa nelle edicole la rivista «Grand Hotel», ma i suoi romanzi erano solo disegnati, non vi erano ancora le foto. Solo in un secondo tempo furono inserite nelle vignette le fotografie dei volti, per arrivare poi alla sola fotografia.

### Il "boom"
Nel secondo dopoguerra, il fotoromanzo insegnò a leggere a molte ragazze italiane. Le eroine erano sempre povere e romantiche, ma coraggiose e decise, per regalare speranze, e a volte illusioni, a gente semplice che aveva bisogno di sogni. La storia dei fotoromanzi non è tanto la storia di come eravamo o di come siamo, quanto di come sognavamo e di come sogniamo. Paradigmatica in questo senso la collaborazione della regina italiana del romanzo rosa, Liala, ad alcuni fotoromanzi pubblicati sulle "Confidenze di Liala" tra la fine degli anni quaranta e l'inizio dei cinquanta.
Tuttavia le prime proposte di storie a fotogrammi non sono storie inedite, ma sequenze di immagini tratte da film con l'aggiunta di didascalie: La principessa Sissi con Romy Schneider, Violenza sull'autostrada, Eliana e gli uomini con Ingrid Bergman sono alcuni dei titoli.
Negli anni '50 si calcola che circolassero 1 600 000 copie di fotoromanzi, sommando le vendite delle riviste di settore.
Il mondo dei fotoromanzi ed il divismo ad essi collegato è lo sfondo narrativo de Lo sceicco bianco (1952), film diretto da Federico Fellini.

### Gli anni sessanta e settanta
Gli anni sessanta vedono l'affermarsi della casa editrice Lancio, nata inizialmente come società di pubblicità nel 1936 per opera di Arturo Mercurio.
È in questo periodo, però, che la Lancio inizia a occuparsi di fotoromanzi, con la nascita di numerose nuove testate prestigiose: Letizia, Charme, Marina, Jacques Douglas, Lucky Martin, ecc.
La Lancio vola anche a Parigi e a New York per realizzare alcune delle sue più famose produzioni. È a questa casa editrice soprattutto che si deve la qualità di questo genere che ha appassionato milioni di lettori in tutto il mondo.
I primi teatri di posa (niente a che vedere con quelli di oggi della Lancio), erano nel capannone di via Romanello da Forlì di Roma. Lì, con un compenso di cinquecento lire per comparsata, gli aspiranti attori sognavano una sfolgorante carriera come quella di Sophia Loren o di Gina Lollobrigida. Il primo numero è subito esaurito in edicola e per il secondo la tiratura viene raddoppiata. Si tratta ancora di storie semplici realizzate in modo artigianale.
Nel gennaio 1975 avviene un cambiamento: viene pubblicato il primo fotoromanzo tutto a colori nel mondo realizzato a Venezia dal titolo Bambina che scherzi con l'amore, con Eliana De Santis e Rod Franz, protagonisti, e Giancarlo Guelfi. Soggetto e sceneggiatura di Gianni Masto.
Nel 1976 la tiratura delle varie case editrici raggiungeva in Italia la quota di oltre otto milioni e seicentomila copie al mese, di cui cinque milioni vendute dalla sola Lancio. Nascono nuovi miti, le ragazze italiane appendono alle pareti le foto dei loro attori preferiti: Franco Gasparri, Jean Mary Carletto, Claudia Rivelli, Nuccia Cardinali, Adriana Rame, Michela Roc, Katiuscia, Claudio De Renzi, Gianni Vannicola, Alex Damiani, Franco Dani, Sebastiano Somma sono i loro idoli e molte di loro fanno la fila fuori dai cancelli della Lancio per poterli vedere.
Anche il cinema li corteggia e Franco Gasparri viene scelto dal regista Stelvio Massi per interpretare Mark il poliziotto (1975) proprio per l'enorme popolarità raggiunta dall'attore grazie ai fotoromanzi.
Nell'agosto del 1977 nella testata Marina della casa editrice Lancio esce un altro fotoromanzo interpretato da Franco Gasparri e Michela Roc, con Jean Mary Carletto e Isabella Savona dal titolo Lui è un antipatico però... con soggetto e sceneggiatura di Gianni Masto.

### Dagli anni ottanta agli anni duemila
La diffusione dei fotoromanzi inizia a scemare a partire dalla seconda metà degli anni '80, ma dopo quarant'anni di vita questo genere di lettura è riconosciuto ormai senza più i pregiudizi di un tempo come espressione della narrativa popolare, la cosiddetta letteratura rosa. Tra gli attori di fotoromanzi degli anni '80 ricordiamo: Franco Gasparri, Alessandro Inches, Franco Califano, Ornella Pacelli, Maurizio Vecchi, Gioia Scola, Barbara De Rossi, Laura Antonelli, Francesca Dellera, Luc Merenda, Kirk Morris, Ivan Rassimov, Renato Cestiè, Stefano Celani, Sebastiano Somma, Pascal Persiano, Antonio Migliacci, Maura Magi, Isabella Ferrari, Massimo Ciavarro, Patrizio Pelizzi, Roberto Farnesi ed Ettore Bassi.
I fotoromanzi continuano ad essere pubblicati sul settimanale Grand Hotel, Cioè, e nelle cinque testate sopravvissute della Lancio (mensili o bimestrali): Sogno, Letizia, Kolossal, Charme e Kiss.

## Interpreti in fotoromanzi italiani

### PerGrand Hotel
Tra gli attori protagonisti di fotoromanzi del settimanale Grand Hotel si ricordano:
- Maurizio Aiello
- Serena Autieri
- Ettore Bassi
- Kabir Bedi
- Alessio Boni
- Stefano Celani
- Barbara Chiappini
- Massimo Ciavarro
- Roberto Farnesi
- Fabio Fulco
- Roberta Imperatori
- Philippe Leroy
- Ray Lovelock
- Maurizio Merli
- Enrico Mutti
- Valentina Pace
- Maria Teresa Amore
- Patrizio Pelizzi
- Paolo Persi
- Paolo Giusti
- Pascal Persiano
- Roberta Potrich
- Massimo Serato
- Sebastiano Somma
- Enzo Tortora
- Edoardo Velo
- Mirka Viola

### Altri
Tra gli attori e le attrici che hanno partecipato a fotoromanzi per proseguire la loro carriera al cinema a teatro e nelle fiction televisive figurano:

## Interpreti in fotoromanzi stranieri
- Verónica Castro
- Stefano Celani
- Márcio Greyck
- Ângelo Máximo
- Tarcisio Meira
- Sasha Montenegro
- Adela Noriega
- Marcelo Picchi
- Susana Vieira